# Hluchavka skvrnitá
Hluchavka skvrnitá (Lamium maculatum) je vytrvalá bylina z čeledi hluchavkovitých, hojně rozšířená v české květeně.

## Popis
Až půl metru vysoká bylina s čtyřhrannou vystoupavou lodyhou a mnoha kořenujícími výběžky. Listy jsou řapíkaté, trojhranně vejčité až srdčitě kopinaté, špičaté, zubaté, často bělavě skvrnité. Velké, dvoupyskaté, růžově fialové květy vyrůstají v hustých lichopřeslenech. Kalich je pěticípý, pýřitý, korunní trubka květu je prohnutá a prostřední cíp dolního pysku nese typickou fialovo-bílou kresbu. Bylina kvete nejčastěji od dubna do září, ale při vhodných podmínkách vydrží kvést prakticky celý rok. Plodem jsou trojhranné, zelené tvrdky.
Od podobné, pouze však jednoleté hluchavky nachové se liší vzrůstem, velikostí květů a kresbou na jejich spodním pysku a pravidelnějším rozložením přeslenů, které nejsou jako u hluchavky nachové nahloučeny na vrcholu lodyhy.

## Rozšíření a ekologie
Roste hojně ve světlejších křovinách, lesích a luzích, podél potoků a vlhčích cest. Vyžaduje kypré, humózní půdy, nevadí jí ani antropogenní stanoviště, pokud mají dostatečnou vlhkost.
Jedná se o hojný druh, který nevyžaduje zákonnou ochranu.
Areál rozšíření sahá od střední, jižní a východní Evropy až po Ural. V západní Evropě roste jen vzácně. Místy se vyskytuje v Malé Asii, na Krymu a na Kavkaze, v severním Íránu a na Altaji. Zavlečena byla do Severní Ameriky a severní Afriky.

## Využití
Ozdobné kultivary se někdy pěstují jako okrasné rostliny v zahradách.

## Galerie

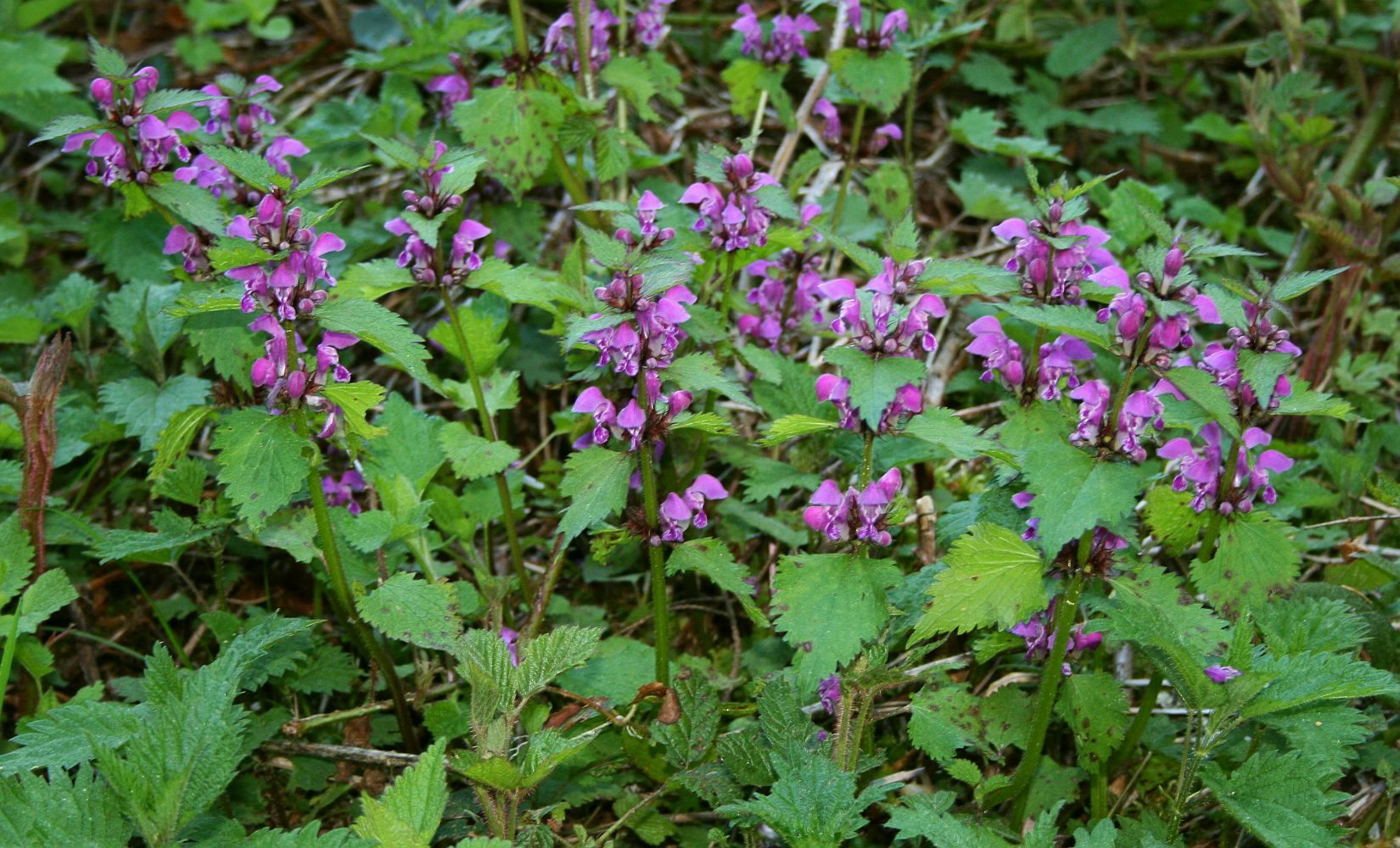
Porost hluchavky skvrnité
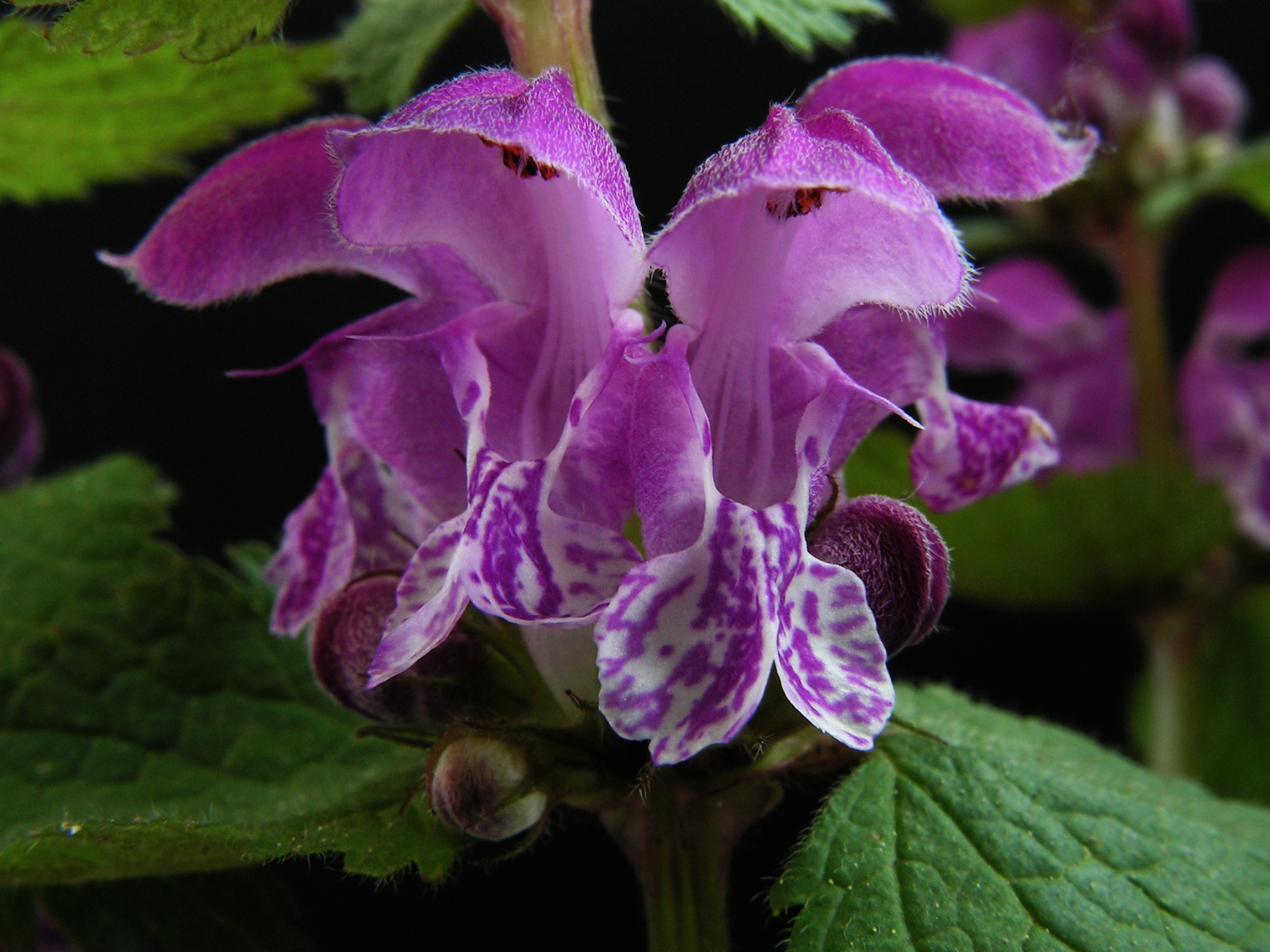
Typická kresba na spodní části květu
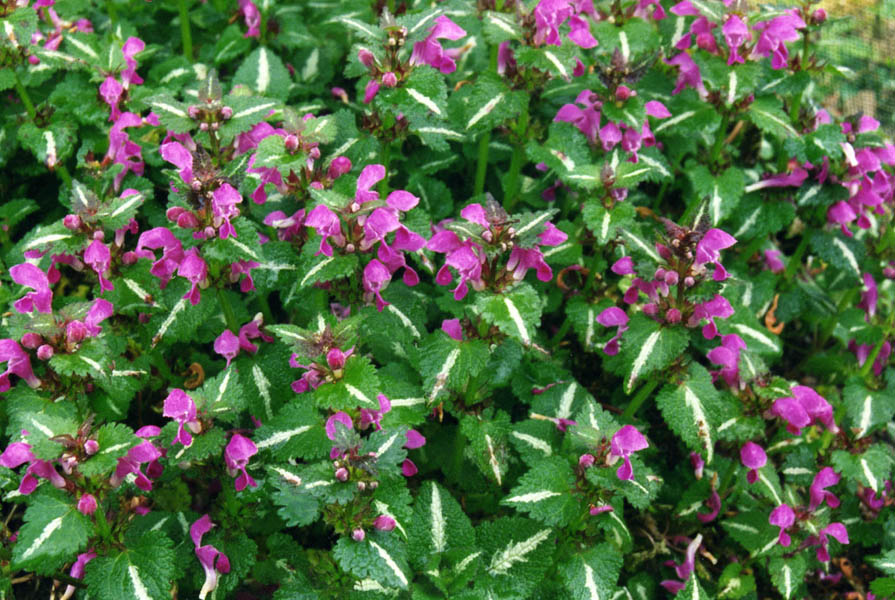
Ozdobný kultivar "Roseum"
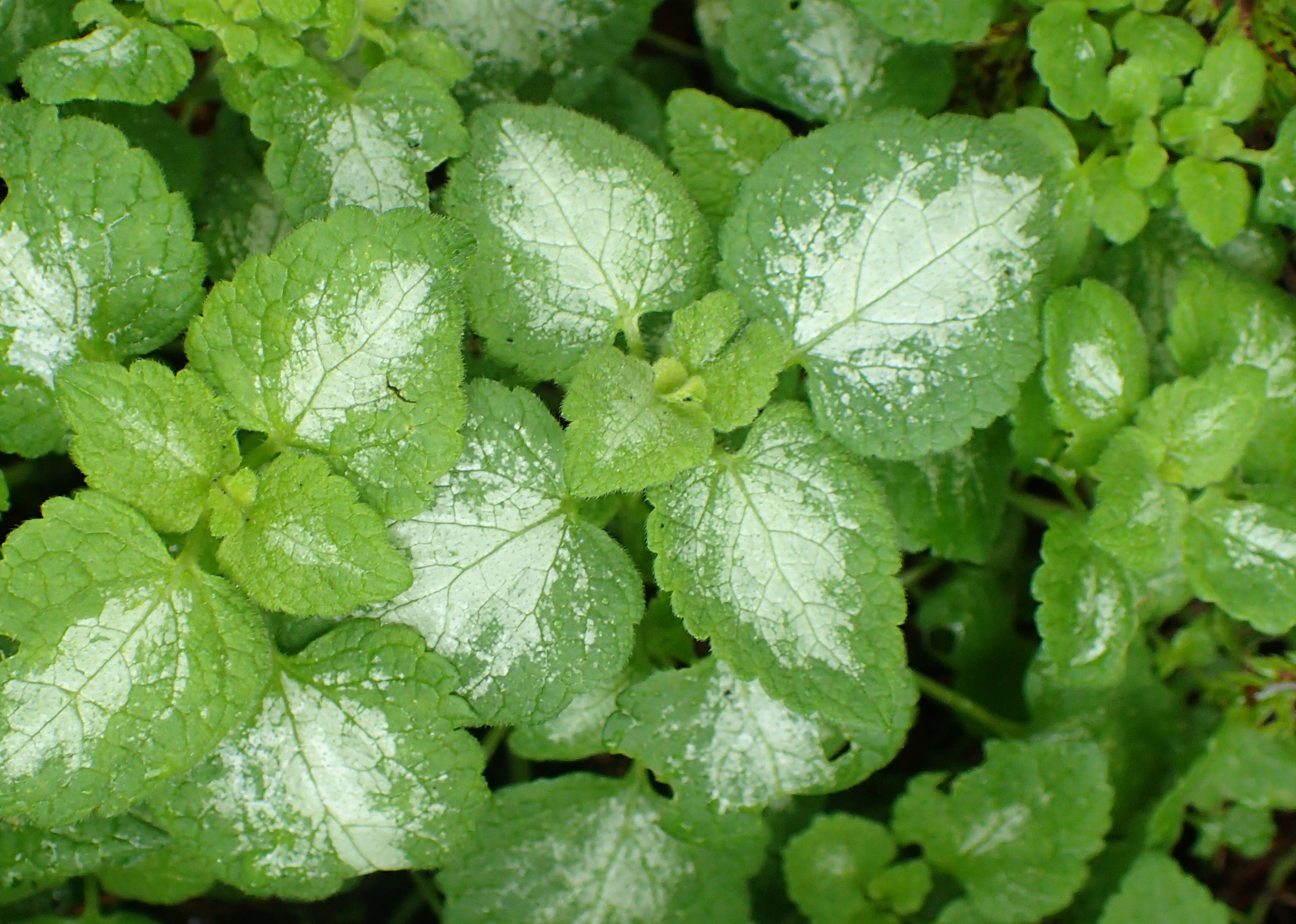
Ozdobný kultivar "White Nancy"